# Narcissa (Oklahoma)
Narcissa est une census-designated place du comté d'Ottawa , dans l'État d'Oklahoma, aux États-Unis,. En 2020, elle compte une population de 92 habitants.